# Sartilly
Sartilly é uma ex-comuna francesa na região administrativa da Normandia, no departamento Mancha. Estendeu-se por uma área de 11,56 km². Em 2010 a comuna tinha 2 870 habitantes (densidade: 248,3 hab./km²).
Em 1 de janeiro de 2017 foi fundida com as comunas de Angey, Champcey, Montviron e La Rochelle-Normande para a criação da nova comuna de Sartilly-Baie-Bocage.